# إيان مكبارلاند
إيان مكبارلاند (بالإنجليزية: Ian McParland)‏ هو مدرب كرة قدم ولاعب كرة قدم بريطاني في مركز الهجوم، ولد في 4 أكتوبر 1961 في إدنبرة في المملكة المتحدة. لعب مع بيرويك راينجرز ودونفرملين أثلتيك وسلايما واندريرز ونادي إيسترن سبورتس ونادي كليفتونفيل ونادي كيترينغ تاون ونادي لينكولن سيتي ونادي والسول ونوتس كاونتي ونورثامبتون تاون وهال سيتي وهاميلتون أكاديميكال.